# Kórógy (Szilágyság)
Kórógy elpusztult település Romániában, Szilágy megyében, Szilágysomlyó határában.

## Története
Kórógy nevét 1213-ban említették az oklevelek Kourongy néven.
A falu a Csolt nemzetség birtoka volt.
1213-ban a Csolt nemzetségbeli Vata fia Jula, mint földesúr ítélkezett a falu népei felett: A kórógyi Szerafin egy falubelijét vádolta meg négy juh miatt, azonban később kiegyeztek a megítélt tüzesvaspróba előtt.
A települést Somlyó (ma Szilágysomlyó) 1259-es határleírásában, attól délkeletre még említik, Perecsen és Ráton falvak között, mint Leusták fia Sándor birtokát.